# الرقابة على الإنترنت في المغرب

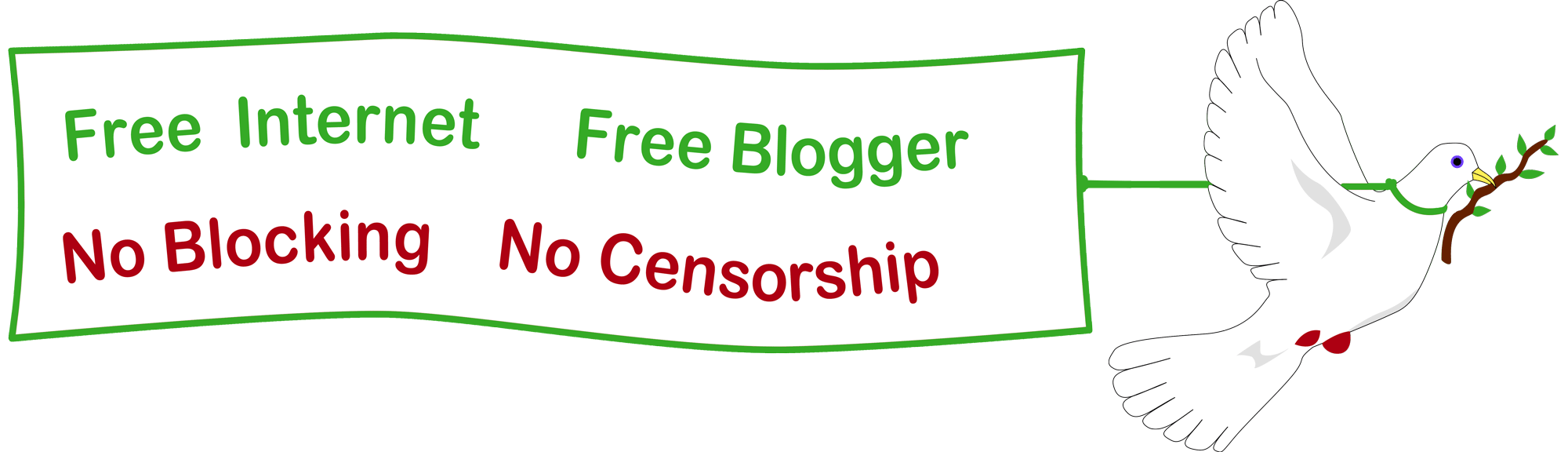
إنترنت مجاني لا رقابة على الإنترنت

سياسة المغرب في ما يتعلق بالوصول إلى الإنترنت كانت حتى وقت قريب جد ليبرالية، حيث شجعت الحكومة على تطوير هذا المجال، ومع ذلك فمنذ أكثر من سنتين لوحظ اتجاه عكسي في ما يخص حالات الرقابة التي أصبحت أكثر تواترا.
حالات الرقابة تتم في معظمها من طرف  اتصالات المغرب (شركة تابعة فيفاندي) كما تتم من مؤسسة الإمارات للاتصالات)، وعادة ما تتم عملية الرقابة بشكل سري ونوعا ما تعسفي، حيت أن اتصالات المغرب في غالب الأحيان تتحدت عن مشاكل تقنية في حالة وجود مطالبة باستفسار أو شرح لقضية معينة.
حجبت اتصالات المغرب عدة مواقع مثل لايف جورنال وكذلك جوجل إيرث في تصرف اعُتبر غريبا من شركة جوجل نفسها، أما تفسير سبب هذا الحظر فلم يكن واضحا ولا مفسَّراً، لكن بعض الفرضيات رجحت السبب في تواجد القصور الملكية في تلك الخرائط والتي يريد الجيش المغربي الحفاظ على غموضها من الداخل، فيما رجحت فرضيات أخرى أن سبب هذا الحظر هو إخفاء مواقع السجون السرية على غرار السجن السري بعين عودة وكذلك سجن تازمامرت.
أدرجت منظمة فريدوم هاوس "حالة حرية الإنترنت" في المغرب على أنها "حرة جزئيًا" في تقرير الحرية على الإنترنت لعام 2018.

## حظر جوجل إيرث
حَظْر جوجل إيرث من طرف اتصالات المغرب هي حالة فريدة من نوعها في العالم، في حين أن بعض البلدان قد طلبت من جوجل أن لا تعرض أو تطمس بعض المناطق أو المباني الحساسة، إلا أن أول مزود للمواصلات في المغرب قد قام بعملية الحظر لأسباب غامضة ودون سابق إشعار، ولكن لم يكن هناك طريقة بسيطة للقيام بذلك من الناحية التقنية، مما دفع بالشركة إلى اختيار كتلة من عناوين الآي بي ووضعها ضمن خانة المواقع المحظورة، وبما ان هذه العناوين تنتمي إلى شركة جوجل، فقد تسببت هذه العملية بالتشويش وحظر مواقع أخرى مثل dl.google.com الذي يحتوي على برنامج تحميل جوجل كروم، كما أثر هذا الحظر في استعمال جي ميل أو يوتيوب في تلك الفترة.
لم تتلق شركة اتصالات المغرب أي طلب توضيح في هذا الموضوع، مما جعلها تكرر العملية دون تخوف أو توجس من ردود فعل قد تكون دولية وليست محلية فقط، وقد سهل هذا على الشركة حظر العديد من المواقع الأخرى (عادة ما تكون مواقع معارضة للعائلة الحاكمة في المغرب) مدعية وجود مشاكل تقنية لا غير. لكن في العقد الثاني من القرن الحادي والعشرين لم تعد هذه التفسيرات معقولة ولم يعد يصدقها الكثير، كما ظهرت طرق جديدة للاطلاع على محتوى الموقع في حالة ما تم حظره من مزود الاتصالات الرئيسي في البلاد.

## الرقابة على مواقع البوليساريو من عام 2005 إلى عام 2012

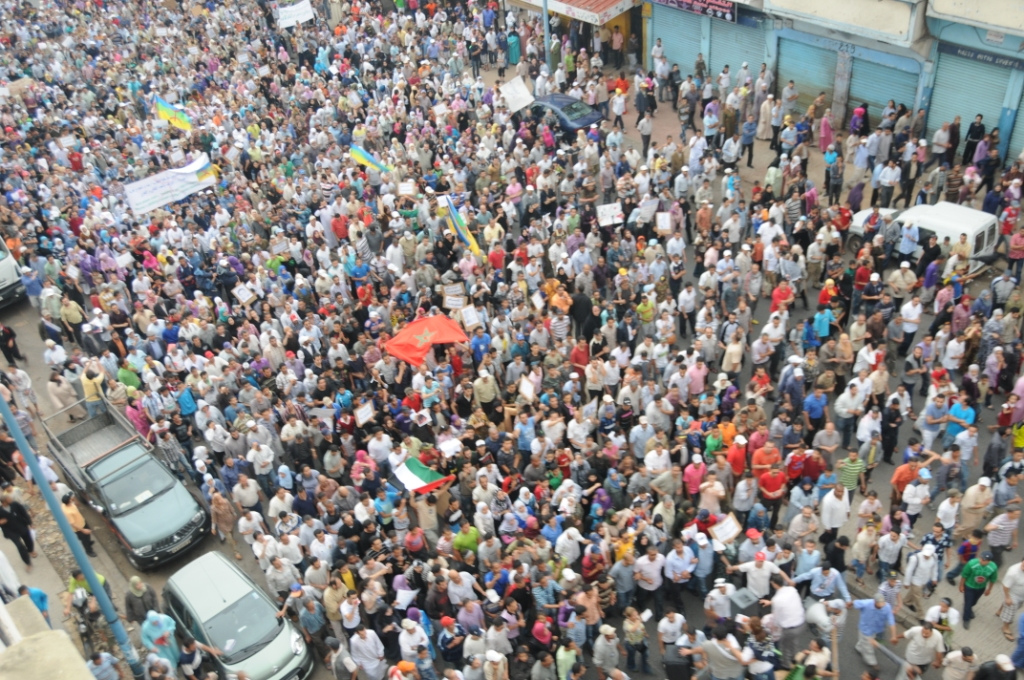
احتجاجات المغرب 2011

في 21 نوفمبر 2005، منع المغرب الوصول للمواقع الرئيسية  لجبهة البوليساريو وعددها أربعة: http://arso.org ثم http://spsrasd.info ف http://cahiersdusahara.com وأخيرا http://wsahara.net كما قام بنفس الشيء مع موقع http://anonymiser.com عندما علم أنه يُساعد على تسهيل فك الحظر على تلك المواقع.

## حظر يوتيوب (2007)
في 25 مايو 2007، قامت اتصالات المغرب بمنع الوصول إلى موقع يوتيوب، ولم تُعط أي تفسير لهذا الحادث، ولكن بعض الفرضيات رجحت أن السبب المباشر لهذا الحظر هو قيام جماعة انفصالية تابعة للبوليساريو (التي تدعم حركة استقلال الصحراء الغربية) بنشر عدة فيديوهات تنتقد فيها الملك محمد السادس مباشرة وآخرون (من بينهم صديقه المقرب ومستشاره في نفس الوقت فؤاد عالي الهمة)، كما أن هناك أطروحة أخرى تم بها تفسير هذا التصرف وهو أن أحد المالكين لشركة الاتصالات وجد في الموقع فيديو يُسيء له مما دفع به إلى حظر الموقع لعدة أيام.
تم فك الحظر عن الموقع بتاريخ 30 مايو 2007 بعد ان أعلنت اتصالات المغرب بشكل غير رسمي أنه المشكلة كانت تقنية لا غير، وقد تسببت هذه الرقابة في احتجاج ضخم من مستخدمي الإنترنت في المغرب، حيث تكلم الكثير من مستعملي الإنترنت  والمدونين المغاربة عن هذا الحدث الذي يُعتبر اليوم الحدث المؤسس لمكافحة الرقابة على الإنترنت في المغرب.

## حجب المكالمات عبر VOIP

حرية التعبير حسب البلد والرقابة على الإنترنت والمراقبة

قامت كل شركات الاتصال في المغرب (اتصالات المغرب، إنوي وميديتل التي أصبحت تحمل في وقت لاحق اسم أورنج المغرب بعدما اندمجت معها) بحجب المكالمات في تطبيقات الاتصالات مثل سكايب، فايبر، وكذلك واتساب، وقد شمل الحظر في البداية شبكات الجيل الثالث 3 جي والجيل الرابع 4 جي، ثم امتد ليشمل في وقت لاحق تقنية الواي فاي أيضا وذلك منذ 25 فبراير/شباط 2016.

### حجب تطبيقات الاتصالات
منذ 5 كانون الثاني/يناير 2016، منعت شركات الاتصالات استخدام تطبيقات الاتصالات مثل واتساب، سكايب، تايم وغيرهم وقد شمل المنع كل مستخدمي الهواتف سواء الذين بتصلون من خلال شبكة الواي فاي أو من خلال بيانات الهاتف وقد أثار هذا القرار غضب الكثير من مستخدمي الإنترنت الذين عبروا عن استيائهم من هذا التضييق الشديد على الحريات حتى في النت، أما الوكالة الوطنية لتقنين وتنظيم الاتصالات في المغرب فقد نشرت _كرد فعل أولي_ بيانا صحفيا بتاريخ 7 كانون الثاني/يناير من نفس العام مؤكدة فيه على أن «يتم إرسال البيانات من كل هاتف وهذا يستدعي [منا] التأكد من تلك البيانات في كل مرة ومعرفة ما إذا كان مسموح بها أم لا في إطار الشروط المنصوص عليها في بيان الوصف والترخيص ... الأحكام التنظيمية التي تُقنن مجال تقديم الخدمات الهاتفية (استعمال تطببقات التواصل النصي والتواصل المباشر بالفيديو) واضحة وهذه الخدمات لا يُمكن توفيرها إلا  للمشغلين أصحاب تراخيص سواء كانوا يستعملون اتصالات سلكية أو لاسلكية.»
رفض العديد من المحامين والمهندسين المغاربة حجج الوكالة، حيث أصروا على أن هذه التطبيقات لا تُعد «استغلالا تجاريا نظرا لكونها مجانية» وذلك من وجهة النظر القانونية، وبالتالي فإن هذا القرار يعتبر تعديا صارخا على حقوق مستعملي النت ويجب محاسبة المسؤولين من خلال تمكين شركات أخرى من دخول السوق ومافسة الشركة المحتكرة لهذا المجال على حد تعبير النقاد.
اعتبر العديد من الشخصيات المعروفة في الويب المغربي على رأسهم أمين رغيب هذا القرار بمثابة اتفاق بين المشغلين بالنظر إلى تزامن ما فعلوه ودعوا إلى مقاطعة هذه الشركات، وفي الواقع فقد تم إلغاء النسخة التاسعة من حفل توزيع جوائز مروكو ويب أوردز بعد أن انسحب العديد من المنافسين المشاركين باعتبار أن الراعي الرسمي للحفل كانت شركة إنوي. ويُشار إلى أن شركات الاتصال في المغرب عادة ما تقوم بحظر معظم تطبيقات الـ VPN لمنع باقي الزوار من التطاول على قرار الحظر.